# Licantén

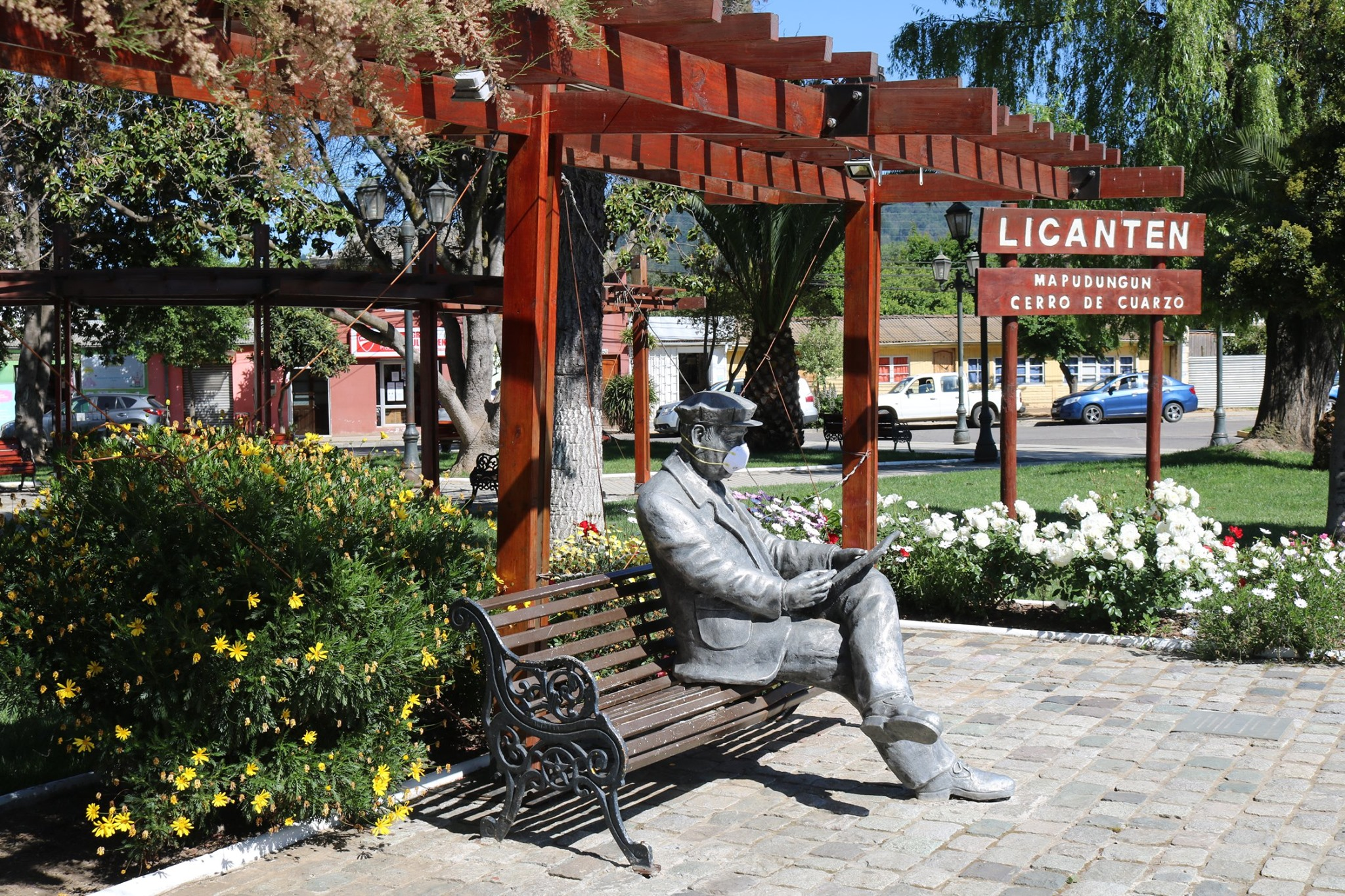
Plaza de Licantén

Licantén es una comuna costera de la provincia de Curicó, que está ubicada en la Región del Maule en la zona central de Chile.
Como dato toponímico, la palabra Licantén tiene muchos significados etimológicos como "lugar de piedras preciosas", "Cerro de cuarzo", "hombre fuerte", entre otros.

## Historia
Esta zona fue invadida por los Incas quienes le dieron el nombre aimara al río Mataquetha que después derivó en Mataquito.
En esta región terminaba el dominio Inca y al sur del río Maule estaba el territorio mapuche, debido a ello, esta zona fue un lugar de intercambio comercial y cultural entre ambos pueblos y sus vestigios han sido encontrados en antiguos asentamientos indígenas como Lora, Huenchullaí, Llongocura y Tutuquén. Además a lo largo de todos estos sitios fueron encontrados restos de alfarería y herramientas pertenecientes a dichos habitantes, cuyos descendientes siguen habitando estos territorios y su presencia la podemos verificar a través de los apellidos, como lo son Calquín, Maripangue, Millacura, Villacura, Carbullanca, Llanca, Catrileo, Quitral, etc. 
En el estuario de La Pesca, sus antiguos habitantes practicaron la pesca de orilla, utilizando la técnica del espinel. Esta actividad era articulada con la recolección y posteriormente con la agricultura a menor escala. Esta forma de vida fue propia de los picunches que habitaban en esta zona, y persistió en tiempos de la conquista española, ya que no fueron sometidos a trabajos forzados, sino que se les cobró un tributo, el cual era pagado en cosechas o los bienes que tuvieran a su alcance.
Durante el siglo XVIII Licantén fue una estancia colonial perteneciente a don Antonio Díaz, a su alrededor se fue formando un modesto y pequeño caserío y que se ubicó preferentemente en la orilla del llamado “camino de la costa”, donde también se estableció la parroquia de Licantén, el 27 de diciembre de 1864.
El caserío de Licantén se incrementa con la existencia de la parroquia, sin embargo, la pequeña aldea solo en el siglo XIX adquiere mayor desarrollo al extenderse el ferrocarril y designársele como capital del Departamento del Mataquito.
La Ley de Comuna Autónoma de 1891 estableció nuevas municipalidades, y con ella nació el departamento de Vichuquén dentro de la provincia de Curicó. 
- Decreto del 23 de julio de 1875 crea subdelegación Licantén en Departamento Vichuquén.[2][3]
- El Decreto N.º 4296 de diciembre de 1918 crea la comuna Licantén , departamento Vichuquén [2]
- El Decreto Ley N°354 promulgado el 17 de marzo de 1925 y el Decreto Ley N°529 promulgado el 17 de septiembre de 1925 dan cuenta sobre la división provincial y departamental de la República.
- Ley N°5.955 de 27 de noviembre de 1936 crea las provincias de Curicó, Talca, Linares y Maule y Departamentos Curepto y Chanco.[4]

El Decreto Ley N°803 del 22 de diciembre de 1925 sobre división comunal de la República, da cuenta de la reestructuración comunal para todo el país, establece que el Departamento de Vichuquen comprenderá las comunas de Vichuquen, Licantén, Llico, Paredones y La Huerta. En donde la comuna de Licantén.- comprenderá las antiguas subdelegaciones: 6.ª Licanten, y 3.ª Iloca; con sus límites correspondientes.
Después de estos vaivenes de ir y venir, al integrar estos distintos departamentos en los años 70, se introdujo una nueva división basada en regiones. Licantén pasó a formar parte de la Región del Maule, provincia de Curicó.

#### Inundaciones
La cuenca del Mataquito forma parte de la VII Región del Maule y constituye la más pequeña de las cuencas andinas de esta zona, con una extensión de 6.190 km². El río Mataquito se origina de la confluencia del río Teno, que drena la porción norte del área, y del Lontué, que drena la porción sur.
Dentro de los eventos más importantes ocurridos en las últimas décadas en la zona se encuentran el evento de 1986, el evento de mayo de 2008 y el más reciente del mes de junio y agosto del año 2023. Todos estos eventos generaron grandes crecidas, pero ninguno fue registrado por la estación fluviométrica Río Mataquito en Licantén; en el caso del primer evento, porque la estación comenzó a registrar los caudales a partir del año el año 1987, en el segundo, porque la estación fue destruida por la crecida, al igual que en las últimas crecida.
La localidad de Licantén se inunda con caudales superiores a los 3.000 m³/s, alcanzando la cota 10 m.s.n.m, lo que ocurriría cada 5 o 10 años. Con caudales superiores a 5.500 m³/s alcanzaría la cota 12 m.s.n.m, mientras que para caudales superiores a 9.200 m³/s alcanzaría la cota 14 m.s.n.m, lo que ocurriría con un período de retorno de 25 y 100 años respectivamente.
En base a los resultados de diversos estudios, se estima que las crecidas asociadas a altas temperaturas sean más frecuentes a futuro, viéndose más seguido inundaciones como la ocurrida el año 2008 y 2023 en Licantén.

###### Inundaciones 21-26 de junio de 2023
Temporal de Chile de junio de 2023

###### Inundaciones 22 de agosto de 2023
Temporal de Chile de agosto de 2023

La comuna de Licantén el 50% del territorio de la comuna se encontraba bajo el agua para la mañana del 22 de agosto de 2023, producto del desborde del río Mataquito, dejando a más de 3000 personas afectadas y 1400 hogares damnificados a causa del Temporal de Chile de agosto de 2023 por los efectos del Fenómeno del Niño.

## Alcaldes y Concejales de Licantén
Efraín Ruiz de Gamboa (1938- )
Policarpo Calquín, primer gobernador de la Comuna de Licantén
Terencio Casale Casanueva
Enrique Rivera Ortiz (1989-1992)

###### Periodo 1992-1996
Héctor Reyes Reyes, Alcalde
Concejales
- Humberto Ormazabal Rojas
- Gerardo Olguin Muñoz
- Enrique Rivera Ortiz
- Carmen Reyes Guerra (José Jofre Díaz)
- José Guerrero Farias
- Luis Calquin Medina

###### Periodo 1996-2000
Héctor Reyes Reyes, Alcalde
Concejales
- Cristina Hormazábal Soto
- Héctor Quiero Palacios
- Juan Reyes López
- José Correa Bravo
- José Jofre Díaz

###### Periodo 2000-2004
Héctor Reyes Reyes, Alcalde
Concejales
- Ángel Fuenzalida Ormazabal
- Héctor Quiero Palacios
- Bruno González Acuña
- Luis Calquin Medina
- Ricardo Maureira Troncoso

###### Periodo 2004-2008
Héctor Reyes Reyes, Alcalde
Concejales

###### Periodo 2008-2012
Héctor Quiero Palacios, Alcalde
Concejales
- Cristina Hormazábal Soto
- Carmen Fuenzalida Valenzuela
- Marcelo Fernández Vilos
- Bruno González Acuña
- Jenny Váldes Díaz
- Valerie Coffin Fuenzalida

###### Periodo 2012-2016
Marcelo Fernández Vilos, Alcalde
Concejales
- Bruno González Acuña
- Jenny Váldes Díaz
- Valerie Coffin Fuenzalida
- Carlos Canales Hafemann
- Claudio Reyes Fuenzalida
- Álvaro Donoso Pavez

###### Periodo 2016-2021
Marcelo Fernández Vilos, Acalde
Concejales
- Bruno González Acuña
- Víctor Saavedra Benavides
- Carlos Canales Hafemann
- Claudio Reyes Fuenzalida
- Álvaro Donoso Pavez
- Rodrigo Méndez Nuñez

###### Periodo 2021-2024
Marcelo Fernández Vilos
Concejales
- Valerie Coffin Fuenzalida
- Víctor Saavedra Benavides
- Ariel Espinoza Cerpa
- Claudio Reyes Fuenzalida
- Álvaro Donoso Pavez
- Víctor Saavedra Benavides

## Medio ambiente

### Geomorfología y componentes abióticos

Trazado simplificado de los ecosistemas y cuerpos de agua presentes en la comuna de Licantén.

La comuna de Licantén se encuentra emplazada en las unidades geomorfológicas de Farellón costero, Planicie marina o fluviomarina y Cordillera de la costa; y presenta según la clasificación climática de Köppen clima mediterráneo de lluvia invernal (Csb). Esta además se halla entre las cuencas hidrográficas de Costeras entre límite de la región del Maule y río Mataquito y río Mataquito. Además, la comuna posee diversos cuerpos de agua, entre los que se destacan la laguna Licancel.

### Componentes bióticos
Dentro del territorio de la comuna se puede encontrar el siguiente ecosistema:
- Bosque esclerófilo mediterráneo costero donde predominan Lithrea caustica y Azara integrifolia (En peligro crítico)

### Medidas de protección ambiental y conflictos socioambientales
Hasta 2022, la comuna de Licantén cuenta con las siguientes zonas que poseen algún nivel de protección ambiental:
- Área Marina Huenchullami - Mataquito (Sitios ERB)[13]
- Desembocadura Río Mataquito (Sitios ERB)[14]

## Demografía

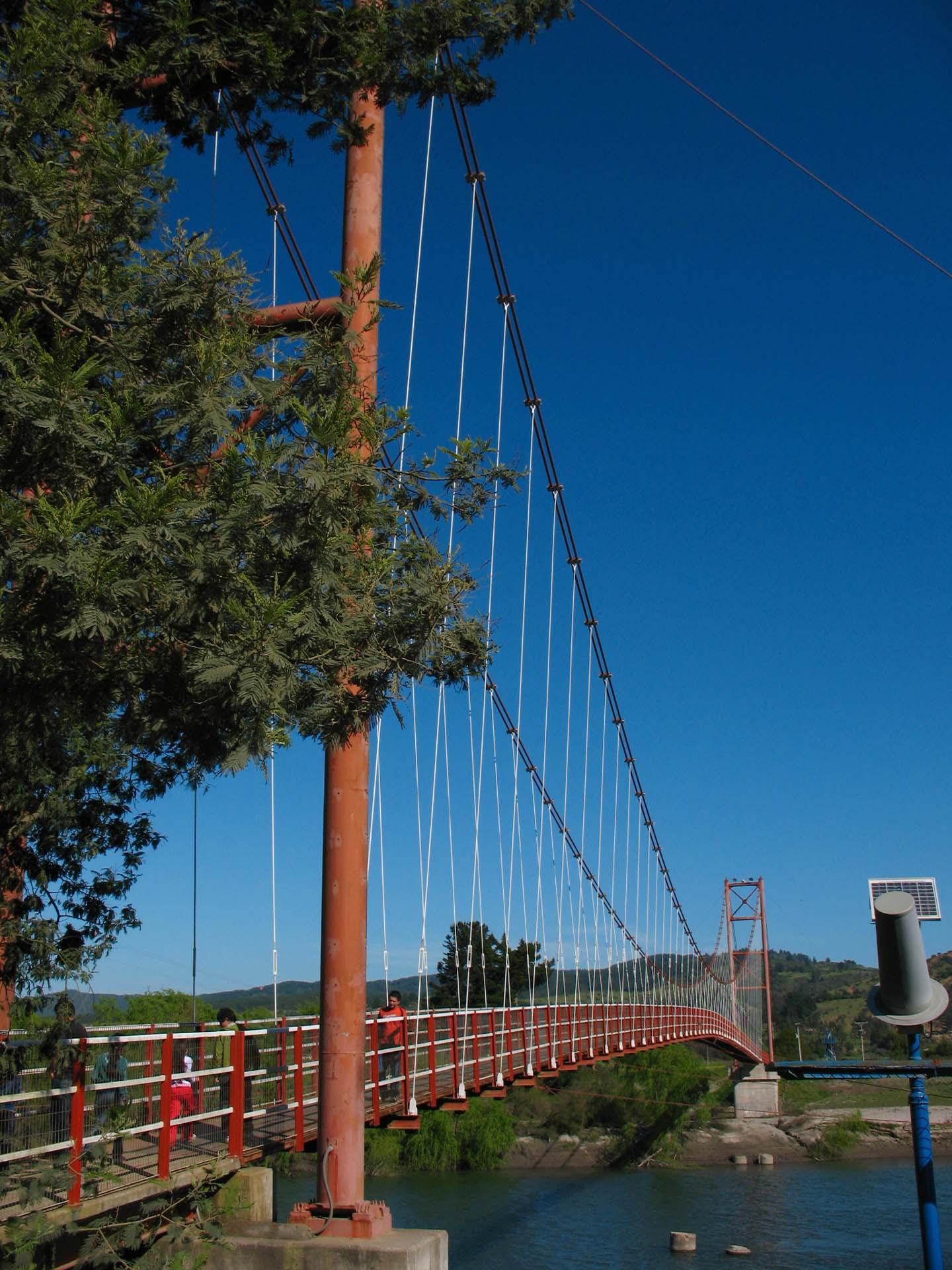
Puente colgante sobre el río Mataquito, a las afueras de Licantén

La comuna de Licantén abarca una superficie de 273,31 km² y una población de 6902 habitantes (INE 2002), correspondientes a un 6,9 % de la población total de la región y una densidad de 25,25 hab/km². Del total de la población, 3248 son mujeres (47,06 %) y 3654 son hombres (52,94 %). Un 42,42% (2.928 háb.) corresponde a población rural, y un 57,58% (3.974 hábs.) corresponde a población urbana.

## Administración

### Municipalidad
La comuna de Licantén es administrada por la Ilustre Municipalidad de Licantén, liderada por el alcalde Marcelo Fernández Vilos, quien es independiente. El alcalde es apoyado por el Concejo municipal, integrado en el periodo 2021-2024 por los siguientes concejales:
- Álvaro Javier González Correa (IND - Chile Vamos Evopoli - Ind)
- Ariel Espinoza Cerpa (Renovación Nacional)
- Álvaro Christian Donoso Pavez (Unión Demócrata Independiente)
- Valerie Coffin Fuenzalida (Partido Radical de Chile)
- Claudio Reyes Fuenzalida (Partido Socialista de Chile)
- Víctor Hugo Saavedra Benavides (Partido Demócrata Cristiano)

### Representación parlamentaria
Integra junto con las comunas la provincia de Talca y la provincia de Curicó el distrito electoral N.º 17 (diputados), Jorge Guzmán Zepeda (Evolución Política), Felipe Donoso Castro (Unión Demócrata Independiente), Hugo Rey Martínez (Renovación Nacional), Alexis Sepúlveda Soto (Partido Radical de Chile), Benjamín Moreno Bascur (Partido Republicano De Chile), Mercedes Bulnes Núñez (IND - RD) y Francisco Pulgar Castillo (IND - Centro unido).
Y pertenece a la 9.ª circunscripción senatorial, con la representación de los senadores Paulina Vodanovic Rojas (PS), Juan Antonio Coloma Correa (UDI), Juan Castro Prieto (IND - RN), Ximena Rincón González (PDC) y Rodrigo Galilea Vial (RN).

## Economía
La estructura productiva de la Comuna de Licantén está basada en los factores de producción, además de tener una base que se sustenta en sectores diversos, como son la agricultura, la pesca y el turismo estival, todos ellos con baja innovación y tecnología. Sin embargo, este estado representa al mismo tiempo una oportunidad para dar un salto cualitativo y cuantitativo en aquellos sectores de mayor importancia relativa, particularmente aquellos relacionados con los servicios.
El principal recurso económico de la Comuna es la agricultura y hasta cierto tiempo, un número importante los ingresos provenientes de la planta de Celulosa Licancel, perteneciente a Celulosa Arauco y Constitución S A, sin embargo los temporales de mal tiempo ocurrido a mediados de junio y agosto pasado, que afectaron la zona centro-sur de nuestro país, obligó que la Planta de Celulosa Licancel, debiera ser totalmente detenida producto del desborde del río Mataquito.
En 2018, la cantidad de empresas registradas en Licantén fue de 100. El Índice de Complejidad Económica (ECI) en el mismo año fue de -0,52, mientras que las actividades económicas con mayor índice de Ventaja Comparativa Revelada (RCA) fueron Cultivo de Avena (349,68), Venta al por Menor de Pescados, Mariscos y Productos Conexos (143,11) y Destrucción de Plagas, Pulverizaciones, Fumigaciones u Otras (134,5).

## Servicios públicos

### Educación

#### Biblioteca municipal de Licantén
Su biblioteca municipal destaca por la recuperación del edificio del antiguo Ramal de Curicó a Licantén, siendo esta casa de Máquinas el actual edificio donde alberga material bibliográfico, siendo premiada en la Bienal de Arquitectura de 2010. Su biblioteca destaca por el posicionamiento social y cultural, obteniendo el primer posicionamiento en gestión de Bibliotecas a nivel nacional en dos ocasiones, destaca también el alto ingreso de proyectos adjudicados.

## Cultura
La comuna de Licantén ofrece a sus habitantes diversas actividades culturales, destacándose los festivales de la voz realizados en los meses de enero y febrero. 
También cuenta con una orquesta sinfónica infantil municipal, creada el año 2013, que ofrece clases de los diferentes instrumentos sinfónicos a niños y jóvenes de la comuna de forma completamente gratuita, impartiendo clases individuales de instrumento y facilitando el préstamo de los instrumentos a quienes quieran participar.
Dentro de sus actividades deportivas destaca en la población la práctica del carreras a la chilena, carreras de perros, rodeo a la chilena y el fútbol, existiendo cuatro entidades principales: Lora Unido, Unión La Costa, Deportivo Huracán y Deportivo Licantén.
Destacan también en la comuna como personaje importante la llamada "alondra de Iloca" o más conocida por todos como Rayén Quitral, cuyo verdadero nombre era María Eugenia Quitral, gran cantante que alcanzó gran fama mundial.

### Baile de los Negros

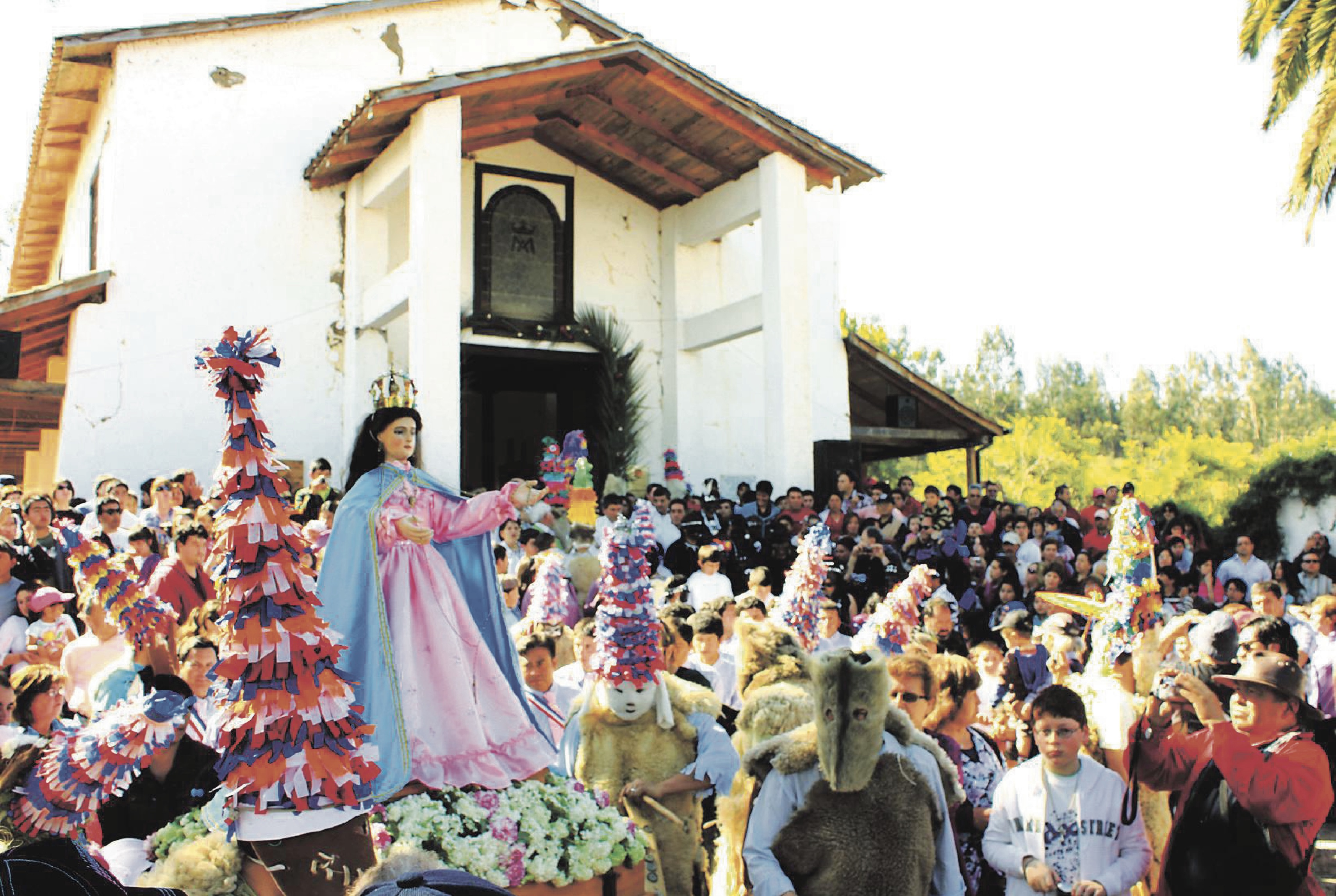
Baile de los Negros.

En esta comuna se encuentra la localidad de Lora, donde se halla la iglesia del mismo nombre (Monumento Nacional), donde el tercer domingo de octubre se realiza la celebración de la Virgen del Rosario. esta fiesta religiosa es conocida como Baile de los Negros y ha sido reconocida como Tesoro Humano Vivo de la UNESCO a través del Programa de Reconocimiento de Tesoros Humanos Vivos implementado por el Consejo Nacional de la Cultura y las Artes.
Este baile destaca por su raigambre picunche, donde se entrecruzan las tradiciones diaguita-incas de la zona centro-norte con la tradición mapuche del sur. Constituye el límite austral de los bailes chinos (manifestación de baile religioso surandino), sin embargo, integra elementos propiamente picunche.

### Rayen Quitral “La Alondra de Iloca” 1916 – 1979
Rayén Quitral nació en Iloca (Región del Maule) el 7 de noviembre de 1916, falleció el 20 de octubre de 1979 en Santiago de Chile.
María Georgina Quitral, más conocida como Rayén Quitral, fue una soprano chilena, de origen mapuche, reconocida a nivel internacional por su interpretación.

### Augusto Santelices Valenzuela (1907 / 1980)
Poeta nacido en Vichuquén en el año 1907, que ejerció por largos años las funciones de juez y notario en Licantén. También fue un progresista agricultor, siendo propietario del fundo Santa Amelia, en Licantén.
Autor de valiosos libros como "El agua en sombra" (1929), "Romances de luces y espadas" (1936) y "Un hijo es como un rio" (1970).
Fallece el 1 de mayo de 1980 en la ciudad de Curicó.

### Ciro Boetto Marrassé  ( 1905 / 1987 )
Hijo de inmigrantes italianos llegados desde la Liguria italiana, nace en Curicó el 1 de octubre de 1905.
El 13 de mayo de 1931 se casa con Clelia Cassanello, nacida en Pietraliguria, Italia, con quien tienen tres hijos: Adriana, Carlos y Arturo.
Fue un comerciante que se instaló en Licantén con una tienda y local de abarrotes, fue la más importante de la zona en aquella época, quienes lo conocieron dicen que fue un hombre de bien, altruista y muy visionario.
Su espíritu emprendedor lo llevó a crear su recordado negocio, el cual incluyó la primera y famosa bomba bencinera concesionada de Copec y la última de la época en el camino a Iloca.
En Licantén fue muy respetado y admirado por el constante empuje que dio a muchas obras en la comuna y por su constante preocupación por siempre ayudar a todos quienes se acercaban a él.
En 1974 se creó el Comité Pro Televisión del Valle del Mataquito de Licantén que agrupaba a las comunas de Curepto, Hualañé y Villa Prat, en donde ocupó el cargo de Tesorero General, esta organización se creó con la finalidad de instalar la primera antena repetidora de televisión.
Como amante del fútbol (especialmente su querido Audax Italiano) su participación fue muy activa en la construcción del estadio municipal de Licantén y su apoyo constante posterior al deporte en la comuna.
Ciro Boetto fallece en Santiago el 2 de enero de 1987.

### Pablo de Rokha

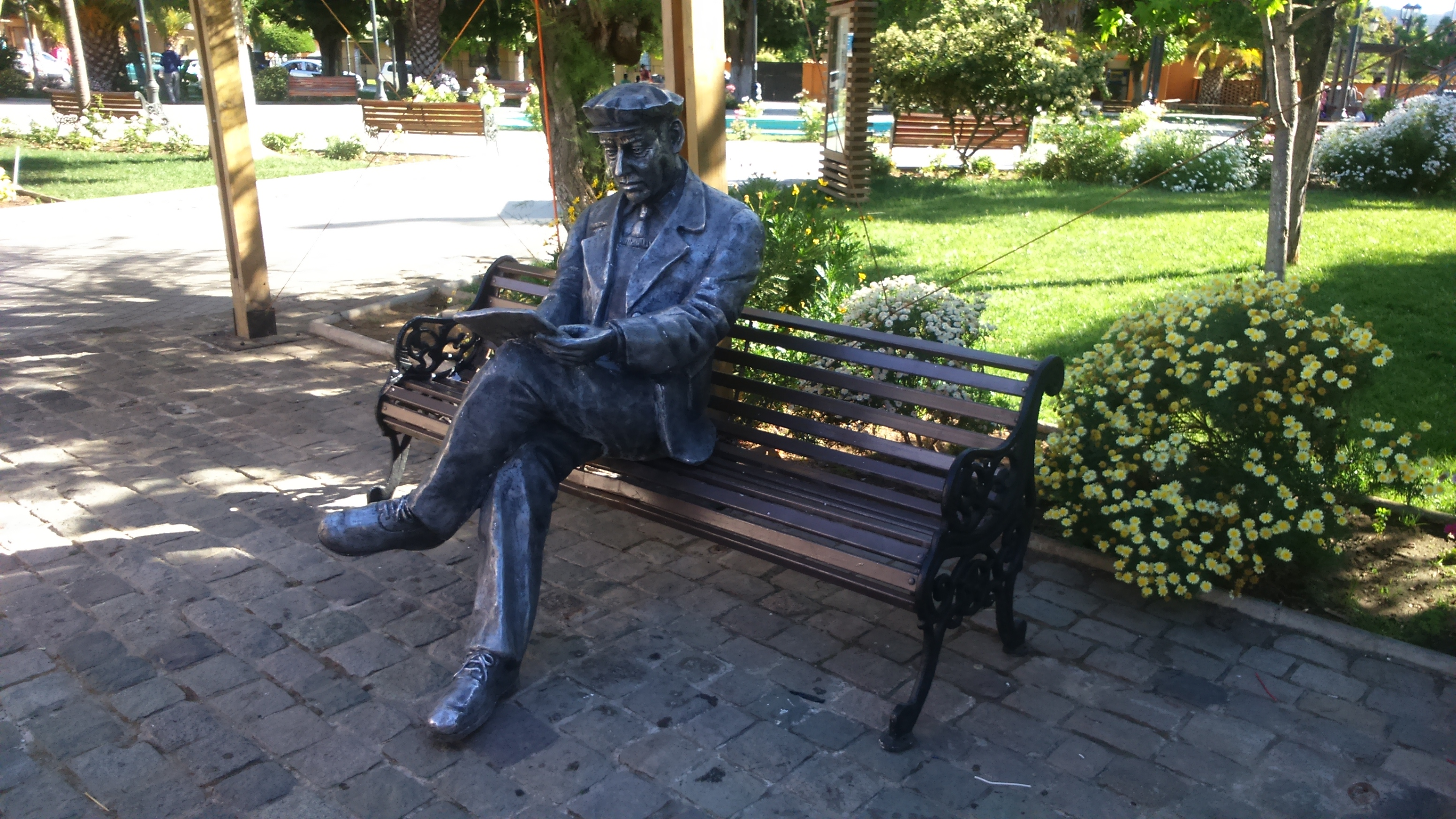
Escultura del Poeta Pablo de Rokha

Pablo de Rokha, nacido en la comuna, es una figura de gran importancia para esta; es en 1966, cuando fue nombrado Hijo Ilustre de Licantén, un reconocimiento que subraya su significado cultural y su conexión con la localidad. Su legado sigue presente en la comuna a través del centro cultural Pablo de Rokha, que se encuentra a 3 km al oeste de Licantén en la ruta J-60 hacia la costa. Este centro, junto con una tienda de artesanías, una cafetería y una escultura de madera que retrata al poeta, se ha convertido en un atractivo turístico y cultural, no solo ofreciendo un espacio para el arte y la cultura, sino también sirviendo como un homenaje a la vida y obra de uno de los poetas más destacados de Chile.

### Pesca artesanal y tradición de la caleta Duao

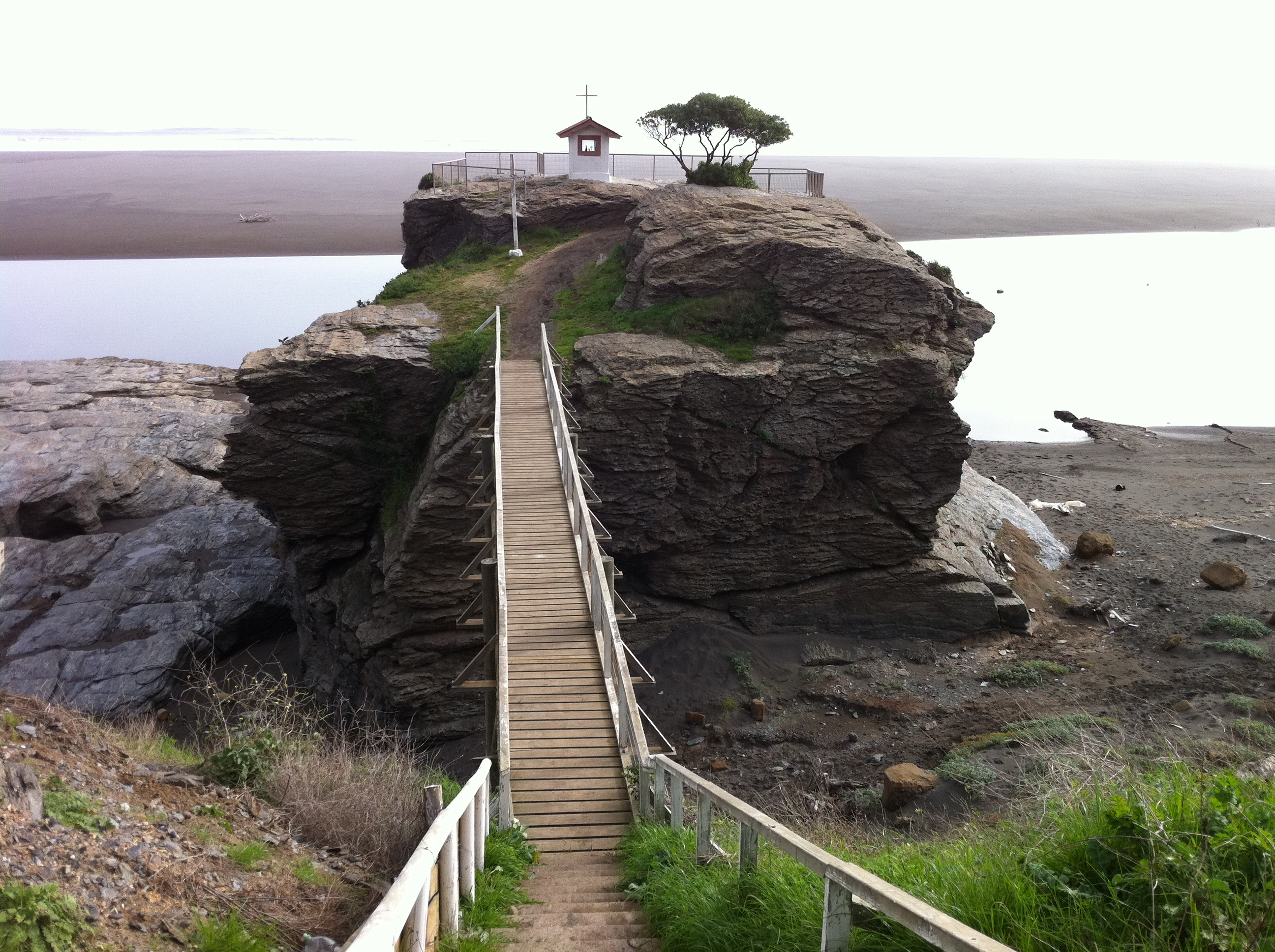
El Peñón, La Pesca

Esta antigua caleta de pescadores artesanales, situada en la desembocadura del río Mataquito, es rica en flora y fauna y ha sido habitada por generaciones que descienden de los pobladores prehispánicos de la zona, dedicados tradicionalmente a la pesca, la caza y la recolección. La pesca artesanal se practicaba inicialmente con técnicas sencillas, utilizando implementos como el espinel, redes manuales y el "chinchorro". Las redes, inicialmente de cáñamo y luego de algodón o nailon, eran tejidas por los pescadores y sus esposas. La aparición del nailon supuso una gran mejora en la pesca debido a su durabilidad y menor peso. Los primeros botes, utilizados hace unos 60 años, eran fabricados por los propios pescadores con madera local, inicialmente pesados y planos, pero con el tiempo se mejoraron las técnicas para curvar la madera y mejorar la navegación. Estos botes eran sellados con alquitrán para evitar filtraciones. A pesar de la modernización, aún se conserva la tradición de remendar las redes manualmente.

### Circuito de Avistamiento de aves
El avistamiento de aves surge desde la abundancia de aves migratorias y autóctonas que conviven en la desembocadura del Mataquito, allí convergen variadas especies de gaviotas, el flamenco chileno, pilpilenes, cormoranes, zarapitos, cisnes de cuello negro, variadas especies de patos, etc. El circuito turístico impulsado por el sindicato de pescadores contempla un recorrido por esta biodiversidad natural, en los mismos botes utilizados para pescar y a cargo de los propios pescadores especializados como guías.  Este circuito es un paquete turístico, en donde los usuarios pueden acceder no solo al avistamiento de aves, sino que se les provee de todo lo que necesiten. Por lo tanto, el paquete contempla, estadía, alimentación y recreación, en la cual se incluyen actividades como salir a tirar las redes y procesar los pescados, los mismos que se servirán en el almuerzo.

## Deportes

### Fútbol
Desde 2020, existe una asociación de Fútbol en Licantén (AFAL) con 5 clubes de la Comuna de Licantén + un club de la Comuna de Vichuquén)
1. Club Deportivo Unión La Costa.
2. Club Deportivo Lora Unido.
3. Club Deportivo Huracán.
4. Club Deportivo Licantén.
5. Club Deportivo Placila.
6. Club Deportivo Unión Paula de Vichuquén.

## Medios de comunicación
En la zona de Licantén se comercializan periódicos nacionales y regionales y se captan radios de la provincia.
En Frecuencia Modulada posee 4 emisoras 
- 88.5 FM Radio Cielo
- 91.7 FM Radio Nuestra
- 99.3 FM  Radio Tropical Latina
- 103.3 FM Radio Condell (Señal Curicó)
- 107.3 FM Radio Licantén
- 105.7 FM Radio Favorita

TDT
- Canal 4.1 - Chilevisión HD
- Canal 4.2 - UChile TV
- Canal 11.1 - Canal 13 HD
- Canal 11.2 - T13 En Vivo
- Canal 13.1 - TVN HD
- Canal 13.2 - NTV

## Personajes ilustres
- Pablo de Rokha, nacido como Carlos Díaz, escritor.
- Jaime Gajardo Orellana, profesor y sindicalista nacido en Iloca
- Rayén Quitral, destacada soprano chilena